# Danh sách di sản thế giới tại Bỉ

Ủy ban Di sản thế giới của UNESCO là nơi có tầm quan trọng về bảo tồn các di sản văn hóa và tự nhiên được mô tả trong Công ước Di sản thế giới của UNESCO được thành lập vào năm 1972. Vương quốc Bỉ chấp nhận công ước trên vào ngày 24 tháng 7 năm 1996, khiến cho các địa danh của Bỉ đủ điều kiện để được xét công nhận Di sản thế giới.
Tính đến hết năm 2018, Bỉ có 13 di sản thế giới đã được công nhận cùng 16 địa điểm dự kiến. Các địa điểm đầu tiên được công nhận là Di sản thế giới tại Bỉ bao gồm Các tu viện béguinages xứ Flanders, Quảng trường Lớn Bruxelles và Âu tàu của Canal du Centre đều được thêm vào danh sách năm 1998 trong kỳ họp thứ 22. Trong khi địa điểm mới nhất được thêm vào danh sách là Rừng Sonian như là phần mở rộng của Các khu rừng sồi nguyên sinh trên dãy Carpath và các khu vực khác của châu Âu. Đây cũng là địa điểm tự nhiên duy nhất trong số 13 di sản thế giới được công nhận tại Bỉ. Có 3 di sản xuyên quốc gia tại Bỉ bao gồm Các tháp chuông của Bỉ và Pháp (chung với Pháp), Tác phẩm kiến trúc của Le Corbusier, một đóng góp nổi bật cho Phong trào kiến trúc hiện đại (chung với Argentina, Pháp, Đức, Thụy Sĩ, Ấn Độ, Nhật Bản) và Các khu rừng sồi nguyên sinh trên dãy Carpath và các khu vực khác của châu Âu (chung với Albania, Áo, Đức, Ba Lan, Bulgaria, Croatia, Ý, Rumani, Slovakia, Slovenia, Tây Ban Nha, Ukraina).

## Danh sách
Bảng liệt kê thông tin về các Di sản thế giới:
Tên: tên liệt kê bởi Ủy ban Di sản thế giới
Vị trí: Vị trí tại Bỉ
Thời kỳ: khoảng thời gian có ý nghĩa, thường là xây dựng
Dữ liệu UNESCO: số tham chiếu của di sản; năm di sản được ghi vào Danh sách Di sản thế giới; tiêu chí công nhận: các tiêu chí (i) đến (vi) là văn hóa, (vii) đến (x) là tự nhiên; di sản đáp ứng cả hai loại tiêu chí được phân loại là "di sản hỗn hợp", cột sắp xếp theo năm công nhận.
Mô tả: Mô tả ngắn gọn về địa điểm
| Tên | Hình ảnh                                                | Vị trí                                      | Thời kỳ            | Dữ liệu UNESCO                              | Mô tả |
| --- | ------------------------------------------------------- | ------------------------------------------- | ------------------ | ------------------------------------------- | --- |
| Các tháp chuông của Bỉ và Pháp*                                                                                            | Tháp chuông Tòa thị chính Cloth tại Ypres, Bỉ           | Bỉ và Bắc Pháp                              | Thế kỷ 11 đến 17   | 943; 1999, 2005 (mở rộng); ii, iv (văn hóa) | Tổng cộng có 56 tháp chuông được công nhận. Trong đó có 33 tháp chuông nằm tại Bỉ: Antwerp (Nhà thờ Đức Bà Antwerp & Tòa thị chính Thành phố Antwerp), Herentals, Lier, Mechelen (Nhà thờ chính tòa Thánh Rumbold & tòa thị chính), Bruges, Diksmuide, Kortrijk, Lo-Reninge, Menen, Nieuwpoort, Roeselare, Tielt, Veurne, Ypres, Aalst, Dendermonde, Eeklo, Ghent, Oudenaarde, Leuven, Tienen, Zoutleeuw, Sint-Truiden, Tongeren, Binche, Charleroi, Mons, Thuin, Tournai, Gembloux và Namur. |
| Các tu viện béguinages xứ Flanders                                                                                         | View of the Groot Begijnhof in Leuven, Belgium          | Flanders                                    | Thế kỷ 13          | 855; 1998; ii, iii, iv (văn hóa)            | Béguinage (tiếng Pháp) hoặc begijnhof (tiếng Hà Lan) là tập hợp các tòa nhà nhỏ được sử dụng bởi Beguine. Nó được coi là giáo hội chị em với Giáo hội Công giáo Rôma được thành lập vào thế kỷ 13 ở các Quốc gia thấp. Danh sách bao gồm 13 tu viện béguinages: Bruges, Dendermonde, Diest, Ghent (Klein Begijnhof, Groot Begijnhof), Hoogstraten, Kortrijk, Leuven Groot Begijnhof, Lier, Mechelen Groot Begijnhof, Sint-Truiden, Tongeren và Turnhout. |
| Trung tâm lịch sử Brugge                                                                                                   | Trung tâm thành phố Bruges                              | Bruges, West-Vlaanderen                     | Thế kỷ 12 đến 19   | 996; 2000; ii, iv, vi (văn hóa)             | Bruges là thủ đô và thành phố lớn nhất của tỉnh của West-Vlaanderen ở phía tây bắc của Bỉ. Cùng với một số thành phố khác ở phía bắc kênh đào, chẳng hạn như Amsterdam, đôi khi được gọi là "Venice của phương Bắc". Bruges có tầm quan trọng kinh tế đáng kể nhờ vào cảng biển của nó. Tại một thời điểm, nó được coi là "thành phố thương mại" của thế giới. |
| Quảng trường Lớn, Bruxelles                                                                                                | The Grand Place, decorated with a floral carpet         | Bruxelles, Thủ đô Bruxelles                 | 1695-1699          | 857; 1998; ii, iv (văn hóa)                 | Quảng trường Lớn là quảng trường trung tâm của Bruxelles. Nó được bao quanh bởi các tòa nhà nghiệp đoàn, Tòa thị chính Bruxelles, và nhà bánh mì. Quảng trường là điểm đến du lịch quan trọng nhất và là địa danh đáng nhớ nhất ở Bruxelles. Nó có số đo 68 nhân 110 mét (223 nhân 361 ft). |
| Khu mỏ chính ở Wallonia | View over the Bois du Cazier mine                       | Wallonia                                    | Thế kỷ 19 đến 20   | 1344; 2012; ii, iv (văn hóa)                | Trong cuộc cách mạng công nghiệp vào thế kỷ 19, ngành khai thác mỏ và công nghiệp nặng dựa vào than đá đã hình thành nên một phần quan trọng trong nền kinh tế của Bỉ. Hầu hết các ngành khai thác và công nghiệp này diễn ra trong "thung lũng công nghiệp" ở Pháp, một dải đất chạy khắp đất nước, nơi có nhiều thành phố lớn nhất ở Wallonia. Các địa điểm được ghi vào danh sách Di sản thế giới này đều nằm trong hoặc gần khu vực Thung lũng công nghiệp. Hoạt động khai thác tại khu vực này suy giảm trong suốt thế kỷ 20, và ngày nay bốn mỏ được liệt kê đều không còn hoạt động nữa. Chúng đều mở cửa cho du khách như là các viện bảo tàng công nghiệp. |
| Các ngôi nhà do Victor Horta thiết kế ở Bruxelles (bao gồm Bảo tàng Horta, Hôtel Solvay, Hôtel van Eetvelde, Hôtel Tassel) | Bên trong Nhà Tassel, Brussels                          | Bruxelles và Saint-Gilles, Thủ đô Bruxelles | Thế kỷ 19 đến 20   | 1005; 2000; i, ii, iv (văn hóa)             | Kiến trúc sư Victor Horta nổi tiếng với việc tạo ra các tòa nhà theo trường phái Tân nghệ thuật vào thời điểm đó. Bốn trong số các tác phẩm đáng chú ý nhất của ông, Hôtel Tassel, Hôtel Solvay, Hôtel van Eetvelde và Nhà bảo tàng Horta được liệt kê là Di sản thế giới. |
| Các mỏ đá lửa thời đại đồ đá mới ở Spiennes                                                                                | View of the inside of the Spiennes mine                 | Mons, Hainaut                               | Thời đại đồ đá mới | 1006; 2000; i, iii, iv (văn hóa)            | Các mỏ đá lửa thời kỳ đồ đá mới ở Spiennes là những mỏ đá nguyên khối lớn nhất và sớm nhất châu Âu, nằm gần làng Spiennes của Wallonia, phía đông nam Mons. Các mỏ đã hoạt động trong thời kỳ đồ đá mới vào giữa và cuối thời kỳ đồ đá mới (4300–2200 trước Công nguyên). |
| Nhà thờ Đức Bà Tournai | Nhà thờ chính tòa Tournai                               | Tournai, Hainaut                            | Thế kỷ 12          | 1009; 2000; ii, iv (văn hóa)                | Nhà thờ Đức Bà chính tòa Tournai là một nhà thờ Công giáo La Mã nằm ở Tournai. Bắt đầu được xây dựng từ thế kỷ 12 trên nền của một công trình cũ hơn, tòa nhà là sự kết hợp của ba giai đoạn thiết kế với hiệu ứng nổi bật từ Kiến trúc Roman cho đến Gothic. |
| Quần thể bảo tàng-xưởng và nhà Plantin-Moretus                                                                             | View of the library of the Plantin-Moretus House Museum | Antwerp, Antwerp                            | Thế kỷ 16 đến 17   | 1185; 2005; ii, iii, iv, vi (văn hóa)       | Bảo tàng Plantin-Moretus là một bảo tàng ở Antwerp về in ấn hiện đại nói chung và nơi làm việc của nhà xuất bản in nổi tiếng Christophe Plantin và Jan Moretus. Nó nằm ở nơi ở cũ của họ và cơ sở in ấn của Plantin Press. |
| Các khu rừng sồi nguyên sinh trên dãy Carpath và các khu vực khác của châu Âu*                                             | 20120815 Zonienwoud (6)                                 | Thủ đô Bruxelles, Flanders và Wallonia      | N/A                | 1133; 2017; ix (thiên nhiên)                | Rừng Sonian nằm tại Bỉ là một phần của Di sản Các khu rừng sồi nguyên sinh trên dãy Carpath và các khu vực khác của châu Âu. Danh sách này bao gồm 63 khu rừng sồi nằm tại Albania, Áo, Bulgaria, Croatia, Đức, Ý, Ba Lan, Romania, Slovakia, Slovenia, Tây Ban Nha và Ukraina. |
| Dinh thự Stoclet | Bên ngoài của Stoclet                                   | Woluwe-St-Pierre, Thủ đô Bruxelles          | 1911               | 1298; 2009; i, ii (văn hóa)                 | Cung điện Stoclet là một dinh thự tư nhân được thiết kế bởi kiến trúc sư Josef Hoffmann giữa 1905 và 1911 tại Bruxelles để dành cho một người yêu nghệ thuật và nhà tài chính ngân hàng Adolphe Stoclet. Đó là một trong những dinh tư tinh tế và sang trọng nhất của thế kỷ 20, và được trang trí sang trọng bên trong, bao gồm các tác phẩm của nghệ sĩ Gustav Klimt. |
| Tác phẩm kiến trúc của Le Corbusier, một đóng góp nổi bật cho Phong trào kiến trúc hiện đại*                               | Nhà Guiette, một phần của di sản nằm tại Bỉ             | Antwerp, Antwerp                            | 1927               | 1321; 2016; i, ii, vi (văn hóa)             | Nhà Guiette là một phần của Di sản "Tác phẩm kiến trúc của Le Corbusier, một đóng góp nổi bật cho Phong trào kiến trúc hiện đại". Nó bao gồm 16 công trình của Le Corbusier tại Argentina, Pháp, Đức, Ấn Độ, Nhật Bản và Thụy Sĩ. Maison Guiette được thiết kế bởi kiến trúc sư Le Corbusier vào năm 1926 và hoàn thành vào năm 1927. Nó phục vụ như là nhà và nơi làm việc của họa sĩ người Bỉ René Guiette. Đây là tòa nhà còn lại duy nhất được thiết kế bởi Le Corbusier ở Bỉ. Nó còn được gọi là Les Peupliers, là tên đường phố nơi tòa nhà tọa lạc. |
| Bốn Âu tàu của Canal du Centre và vùng lân cận Environs, La Louvière và Le Roeulx                                          | View of Lift No. 3                                      | Hainaut                                     | 1888-1917          | 856; 1998, iii, iv (văn hóa)                | Đây là bốn âu tàu thủy lực nằm gần thị trấn La Louvière tại Thung lũng công nghiệp của Wallonia. Dọc theo một đoạn dài 7 km (4,3 mi) của Canal du Centre, kết nối các lưu vực của sông Meuse và Scheldt, mực nước tăng lên 66,2 mét (217 ft). Để khắc phục điều này, một âu tàu cao 15,4 mét nằm tại làng Houdeng-Goegnies khánh thành vào năm 1888, và ba âu tàu khác có độ cao trung bình 16,93 mét (55,5 ft) được khánh thành vào năm 1917. |

## Danh sách dự kiến
Ngoài các địa điểm đã được ghi trong danh sách Di sản thế giới, các quốc gia thành viên có thể duy trì danh sách các di sản dự kiến để xem xét công nhận trong tương lai. Đề cử cho danh sách Di sản thế giới chỉ được chấp nhận nếu địa điểm trước đó đã được liệt kê trong danh sách dự kiến. Tính đến hết năm 2017, Bỉ có 16 di sản dự kiến:
- Trung tâm lịch sử Ghent (2002)
- Trung tâm lịch sử Antwerp (2002)
- Tòa nhà lịch sử của Đại học Công giáo Leuven (2002)
- Phòng trưng bày Hoàng gia Saint-Hubert (2008)
- Dinh thự Bloemenwerf của Henry van de Velde (2008)
- Cung Công lý (Tòa án Bruxelles) (2008)
- Cảnh quan High Fens (2008)
- Đường La Mã từ Bavay đến Tongeren (2008)
- Cung điện Hoàng tử-Giám mục Liège (2008)
- Chiến trường Waterloo (2008)
- Panorama Trận Waterloo (2008)
- Pháo đài Meuse (2008)
- Cảnh quan Hoge Kempen (2011)
- Thuộc địa nông nghiệp Koloniën van Weldadigheid (Chung với Hà Lan) (2013)
- Nghĩa trang và Đài tưởng niệm Chiến tranh thế giới thứ nhất (Chung với Pháp) (2014)
- Các Spa của châu Âu (Chung với Áo, Cộng hòa Séc, Pháp, Đức, Ý và Vương quốc Anh) (2014)